# Naturschutzgebiet Ruhrleggen
Das Naturschutzgebiet Ruhrleggen mit einer Größe von 50,7 ha liegt südlich von Wiemeringhausen im Stadtgebiet von Olsberg im Hochsauerlandkreis. Das Gebiet wurde 2004 mit dem Landschaftsplan Olsberg durch den Hochsauerlandkreis als Naturschutzgebiet (NSG) ausgewiesen. Das NSG besteht aus zwei Teilflächen. Die Fläche des NSG stellt seit 2004 eine Teilfläche des Fauna-Flora-Habitat-Gebietes (FFH) Schlucht- und Schatthangwälder nördlich Niedersfeld (Natura 2000-Nr. DE-4717-303) im Europäischen Schutzgebietssystem nach Natura 2000 dar.

## Gebietsbeschreibung
Beim NSG handelt es sich um Wald mit bis zu 10 m hohen Diabas-Felsen und vorgelagerten Blockhalden. Der Wald ist ein Buchenwald.

## Schutzzweck
Im NSG soll der dortige Laubwald geschützt werden. Wie bei allen Naturschutzgebieten in Deutschland wurde in der Schutzausweisung darauf hingewiesen, dass das Gebiet „wegen der Seltenheit, besonderen Eigenart und Schönheit des Gebietes“ zum Naturschutzgebiet wurde.